# En route pour la gloire
Pour plus de détails, voir Fiche technique et Distribution.
En route pour la gloire (Bound for Glory) est un film américain réalisé par Hal Ashby, sorti en 1976.
Le film raconte la vie du musicien Woody Guthrie (1912-1967).

## Synopsis
Comme des millions d’américains, jetés sur les routes par une crise économique sans précédent, Woody Guthrie quitte sa famille au Texas pour la Californie, considérée comme la Terre promise. Un voyage éprouvant, dangereux, entre une police répressive et les violentes milices agricoles. La guitare en bandoulière, le jeune homme entre en résistance. Il tente alors de vivre de ses chansons, mais ses textes sont trop engagés. Puisqu'il parle des problèmes des travailleurs, il chantera pour les syndicats.

## Fiche technique
- Titre : En route pour la gloire
- Titre original : Bound for Glory
- Réalisation : Hal Ashby
- Scénario : Robert Getchell d'après le livre éponyme de Woody Guthrie
- Production : Robert F. Blumofe, Harold Leventhal et Jeffrey M. Sneller
- Photographie : Haskell Wexler
- Cadreur : Donald E. Thorin
- Montage : Pembroke J. Herring et Robert C. Jones
- Pays de production : États-Unis
- Format : Couleurs - 1,85:1 - Mono
- Genre : Biographie, drame
- Durée : Modèle:Nobre
- Date de sortie : 5 décembre 1976
- Affiche : Jouineau Bourduge (France)

## Distribution
- David Carradine (VF : Michel Creton) : Woody Guthrie
- Ronny Cox (VF : Jacques Ferrière) : Ozark Bule
- Melinda Dillon (VF : Béatrice Delfe) : Mary / Memphis Sue
- Gail Strickland (VF : Martine Sarcey) : Pauline
- John Lehne (VF : Robert Bazil) : Locke
- Ji-Tu Cumbuka (VF : Med Hondo) : Slim Snedeger
- Randy Quaid (VF : Jacques Ebner) : Luther Johnson
- Lee McLaughlin (VF : Antoine Marin) : Heavy Chandler, le gros fou
- Ted Gehring (VF : Claude Dasset) : Conners
- Robert Sorrells (VF : Louis Arbessier) : Charlie Guthrie, le père de Woody
- Wendy Schaal : Mary Jo Guthrie (la sœur de Woody)
- David Clennon (VF : Raoul Delfosse) : Carl
- Larry Luttrell (VF : Georges Aubert) : Hank, l'homme de la station service
- Mary Kay Place : Sue Ann
- Bruce Johnson : Jimmy
- Harry Holcombe : Ministre
- M. Emmet Walsh : Mari
- Brion James : Conducteur du pick-up
- James Hong (VF : Jacques Aveline) : Copropriétaire
- Robert Ginty : Cueilleur d'artichaut
- Burke Byrnes : Mr. Graham
- Delos V. Smith Jr. (VF : Louis Arbessier) : le propriétaire de la station de gaz
- Reeson Carroll (VF : Roger Lumont) : Collister, le pompiste
- Tani Guthrie (VF : Paula Dehelly) : Donna Jo
- James Jeter (VF : Marc de Georgi) : Blanchette, l'infirme
- Sondra Blake (VF : Monique Thierry) : Judy, la serveuse
- Bernie Kopell (VF : Hubert Noël) : Baker, l'imprésario de Woody

## Production
- Il s'agit du premier film qui utilisa le Steadicam pour un plan-séquence (tourné par son inventeur, Garrett Brown).

## Accueil

### Distinctions
- Oscar de la meilleure photographie pour Haskell Wexler et Oscar de la meilleure musique pour Leonard Rosenman